# Арекаев, Сергей Станиславович
Сергей Станиславович Арекаев (род. 22 сентября 1978, Электросталь, Московская область) — российский хоккеист, нападающий. Тренер.

## Карьера
Воспитанник «Кристалла» Электросталь. Начинал играть за «Кристалл-2» в сезоне 1995/96. В сезоне 1997/98 дебютировал в «Кристалле». С сезона 1999/2000 — в московском «Спартаке». Сезон 2003/04 начал в «Ак Барсе», затем перешёл в «Металлург» Магнитогорск. После начала сезона 2005/06 перешёл в «Северсталь». Следующий сезон завершил в «Химике» Мытищи. Затем выступал за «Амур» (2007/08, 2009/10 — 2010/11), ХК МВД (2008/09), «Нефтехимик» (2008/09 — 2009/10), «Кристалл» (2010/11, 2012/13), «Молот-Прикамье» (2010/11 — 2011/12).
Окончил Подольский социально-спортивный институт.
Работал в ХК «Русь» инструктором-методистом. В «Кристалле» заместителем директора по спортивной работе в СДЮСШОР, затем — тренер.
Сын Иван (род. 1999) занимался хоккеем в школах «Спартака» и «Кристалла».